# Tour de la Découverte
La tour de la Découverte est une tour à signaux située à Lorient, en France, dans l'Enclos du port sur la colline du Faouëdic.

## Situation
La tour de la Découverte est située à Lorient dans l'Enclos du port sur la colline du Faouëdic (toponyme breton signifiant petit bois de hêtre) dominant la mer de 25 m,.

## Histoire

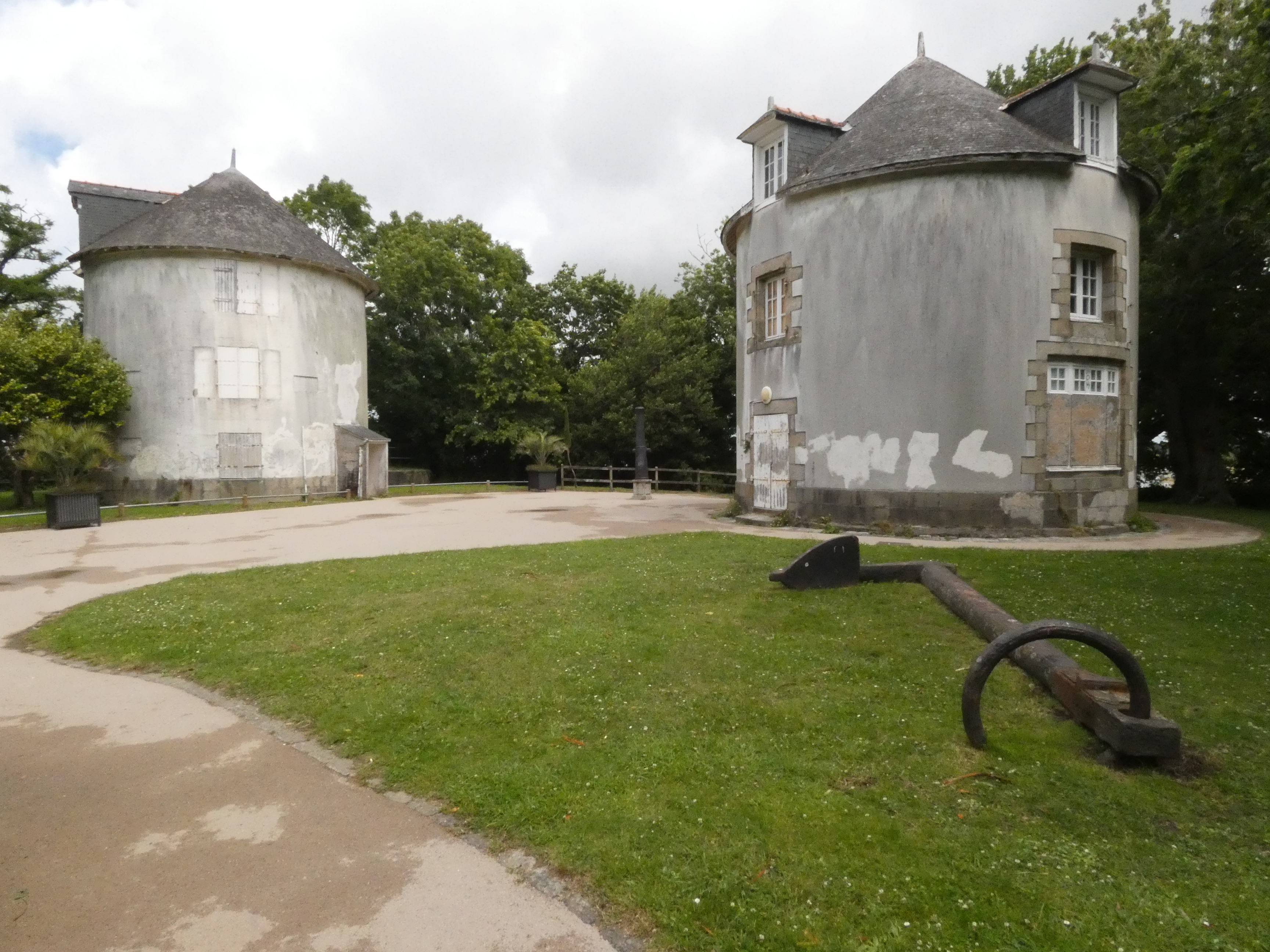
Les deux moulins du Faouëdic.

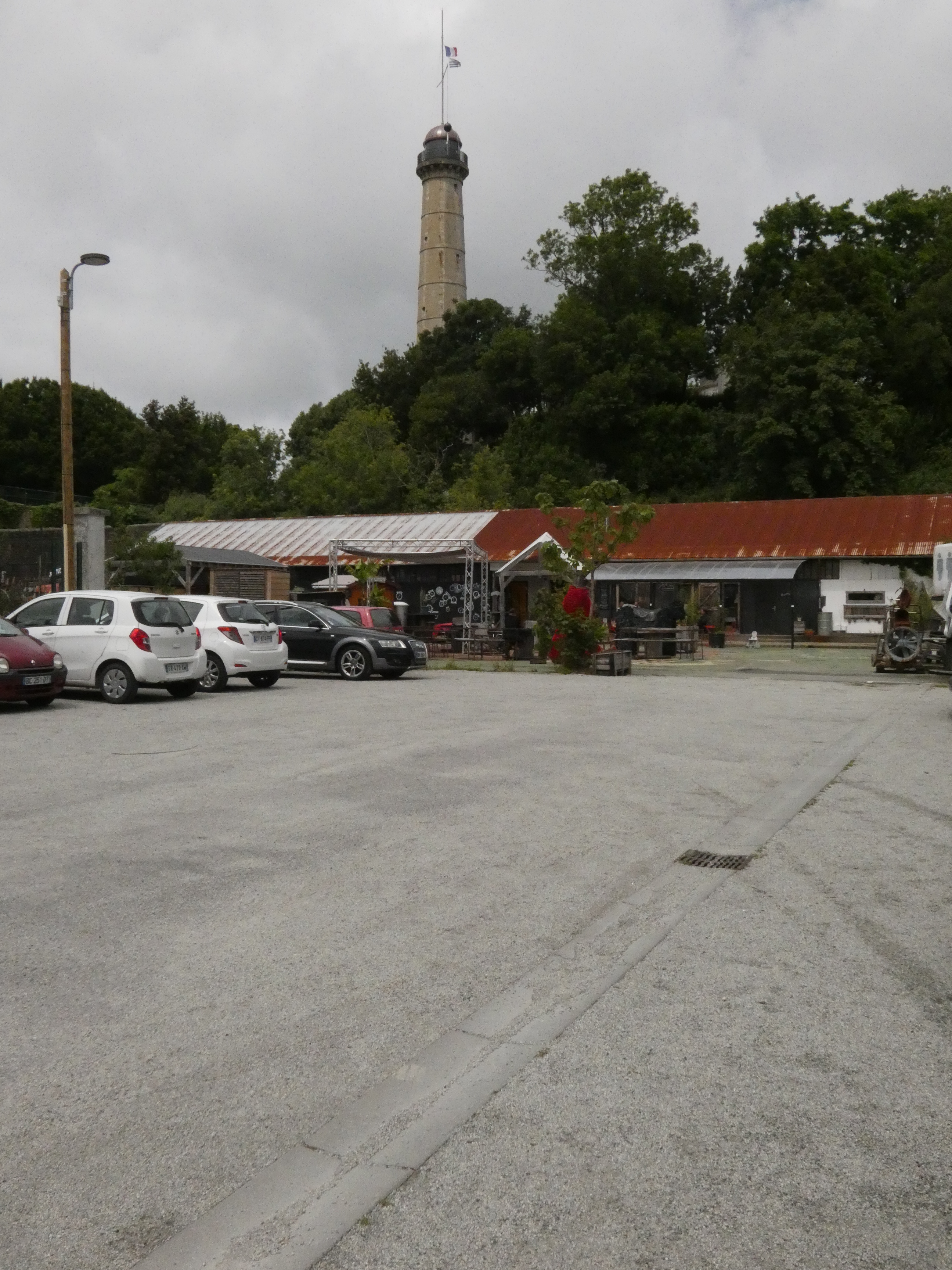
La tour équipée de sa boule horaire suspendue à 47 m de haut et qui chute de 6 m le long d'une tige en acier.

Sous sa première forme, elle est élevée entre 1737 et 1744 ; cette première tour construite par la Compagnie des Indes en 1737 ne fait que 25 m de haut. Plusieurs étages sont successivement ajoutés jusqu'en 1748, portant alors sa hauteur à 36,7 m, ce qui permet au veilleur qui scrute la mer, de voir Groix, Belle-Île et l'archipel des Glénan,. Elle est reconstruite par la Marine royale selon les plans de Philippe Guillois de 1785 à 1786 après avoir été touchée à trois reprises par la foudre en 1751, 1782 et 1784. Elle est alors équipée d'un des premiers paratonnerres du modèle de celui de Benjamin Franklin, installés en Europe. La Compagnie des Indes fait également construire deux moulins à vent sur la colline. Ces moulins à blé fournissent la farine pour le pain et les biscuits de mer destinés aux ouvriers du port et aux équipages. La meunerie est supprimée lorsque les moulins sont rendus inopérants après une tempête en 1825. La Marine leur coupe les bras et les transforme, le premier en logement du guetteur des signaux puis en carré des officiers de l'État Major de l'amirauté, le second en observatoire de marine lié au signal horaire de la Tour de la Découverte, puis en musée de la Marine.
Sa première fonction est d'être une tour de guet (surveillance des navires revenant des Indes et d'éventuelles manœuvres de contrebande, ou de l'approche d'escadres ennemies), et non un phare, car elle n'est pas équipée d'un feu (celui-ci était par ailleurs installé sur la tour de l'église Saint-Louis, située dans l'axe du chenal d'entrée de la rade).
La tour est la propriété de la ville de Lorient depuis 2008.
La charpente métallique et la coupole de la lanterne sont installées en 1891. La coupole ayant été détruite par les bombardements alliés durant la Seconde Guerre mondiale, une nouvelle lanterne est montée en 1949. Très abîmée par la rouille, la lanterne est enlevée en février 2018. Une nouvelle structure métallique coiffe la tour en 2020. Fabriquée sur le modèle de 1891, elle est équipée d'une boule horaire en inox thermolaqué noir de 75 kg, installée sur un mât en 2021. Cette boule reproduit celle qui indiquait l'horaire solaire de midi en 1882. Suspendue à une drisse et actionnée par un système de câbles qui permet le mécanisme de chute de la boule et de sa remontée, elle sert à nouveau à marquer le midi moyen du port (à 14 h 13 min et 25 s à l'heure d'été, 13 h 13 min et 25 s à l'heure d'hiver).

## Architecture
La tour mesure 8,78 m de diamètre à la base, sur une butte élevée de 24,6 m par rapport au niveau de la basse mer d'équinoxe. La coupole avec sa hauteur de 4,65 m porte la tour actuelle à une hauteur de 38,33 m.
L'escalier intérieur en spirale est composé de 216 marches de granit, terminé par une échelle de 8 barreaux permettant d’accéder à la lanterne. La tour est construite essentiellement en moellons, la pierre de taille de granit est utilisé pour les éléments de modénature, notamment les bandeaux horizontaux qui agrémentent la façade du fût.

## Utilisation
La tour de guet permet de surveiller l'approche des navires de la compagnie des Indes rentrant dans la rade de Lorient afin d'éviter des opérations de contrebande.
Au XIXe siècle, elle est équipée d'une coupole pour abriter un projecteur de signalisation permettant des communications optiques entre les établissements maritimes de la ville.
Elle accueille également un système de boule horaire permettant de relayer l'heure officielle à la flotte du port militaire, calculé par un observatoire de marine.
Elle sert également de récepteur de télégraphie sans fil capable de relayer les informations émises de la tour Eiffel à Paris. 
Par ces aménagements, on lui donne le nom de « tour des signaux ».